# Staklena kuća (Dobra majka)
Staklena kuća (Dobra majka) je američki horor/triler, drugi nastavak od istog redatelja Stevea Antina, flima Staklena kuća.

## Sinopsis
Brat i sestra, Abby i Ethan u automobilskoj nesreći izgube svoje roditelje. Nakon nekog vremena ih usvaja obitelj Goode, Eve i Raymond te oni postaju njihovim skrbnicima. Eve i Raymond su djeci obećali jako ugodan život, te da će moći imati što god požele, a na početku se tako i činilo. Živjeli su u nekom zabačenom području gdje su takoreći bili odvojeni od svijeta. Abby je odmah uočila da nešto nije uredu, ali je mislila samo da se treba naviknuti živjeti tako raskošno. Dobila je sobu u drugoj polovici kuće, daleko od svoga brata koji je bio u sobi odmah do Goodovih. Ethan se uskoro jako razbolio, a Abby je otkrila kako ga Eve s nečim truje, a u međuvremenu je otkrila kako je imala mnogo druge djece kojima je to isto radila. Nija smjela koristiti telefon niti ići bilo kuda izvan kuće, tako da nikako nije imala priliku pobjeći. Ali, jednoga dana joj se ukazala prava prilika ali ju je Eve uhvatila te ju zaključala na tavan. Abby razbija prozor i bježi a Eve pada niz stepenice. Raymond je na kraju ubija a Ethan i Abby odvozi njihov rođak Ben koji je i mnogo prije sumnjao u Goodove. On je postao njihov skrbnik.

## Glumačka ekipa
- Angie Harmon kao Eve Goode
- Joel Gretsch kao Raymond Goode
- Jordan Hinson kao Abby Snow
- Bobby Coleman kao Snow
- Jason London kao Bob Koch
- Tasha Smith kao socijalna radnica
- Tim Cooney kao policajac
- Adam Tomei kao zaštitar
- Cyia Batten kao Diane